# Carla Durlet
Carla Emma Maria Eugenie Durlet (Millen, 27 april 1952) is een Belgisch voormalig bestuurster. Ze was voorzitster van het Katholiek Vormingswerk voor Landelijke Vrouwen. 

## Levensloop
Durlet studeerde af als sociaal assistente en begon haar professionele carrière als vrijgestelde bij de Katholieke Landelijke Jeugd (KLJ). Nadien werd ze vormingswerkster bij het Katholiek Vormingswerk voor Landelijke Vrouwen (KVLV). In 1976 kreeg ze als taak een kinderopvang op het platteland uit te bouwen. In 1998 werd ze aangesteld als voorzitster van het KVLV in opvolging van Nieke Rutten. Ze was de eerste KVLV-voorzitster die gehuwd was. In 2012 ging ze met pensioen en werd ze als voorzitster opgevolgd door Nik Van Gool.